# 순차 검색 알고리즘
순차 검색 알고리즘(sequential search algorithm), 또는 선형 검색 알고리즘(linear search algorithm)은 리스트에서 특정한 값을 찾는 알고리즘의 하나다. 이것은 리스트에서 찾고자 하는 값을 맨 앞에서부터 끝까지 차례대로 찾아 나가는 것이다. 검색할 리스트의 길이가 길면 비효율적이지만, 검색 방법 중 가장 단순하여 구현이 쉽고 정렬되지 않은 리스트에서도 사용할 수 있다는 장점이 있다.

## 소스 코드

### 파이썬
```
def
 
sequentialSearch
(
array
,
 
value
):

	
for
 
i
 
in
 
range
(
len
(
array
)):

		
if
 
array
[
i
]
 
==
 
value
:

			
return
 
i

	
return
 
False

```

### C언어
```
int
 
sequentialSearch
(
int
 
array
[],
 
int
 
n
,
 
int
 
m
,
 
int
 
value
)
 
{
 
// Starts from n to m

    
int
 
i
;

    
for
 
(
i
 
=
 
n
;
 
i
 
<=
 
m
;
 
i
++
)

        
if
 
(
array
[
i
]
 
==
 
value
)

            
return
 
i
;

    
return
 
-1
;

}

```

## 같이 보기
- 해시 테이블